# Leioproctus fulvus
Leioproctus fulvus is een vliesvleugelig insect uit de familie Colletidae. De wetenschappelijke naam van de soort is voor het eerst geldig gepubliceerd in 1995 door Moure & Urban.